# Hitomi Kanehara
Hitomi Kanehara (transkripce: 金原ひとみ,* 8. srpna 1983, Tokio) je současná japonská spisovatelka, píšící o aktuálních tématech tzv. ztracené generace, tj. té současné japonské generace, zmítající se mezi tradiční japonskou kulturou a současným západním, konzumním, materialistickým pojetím stylu života. V Japonsku na sebe výrazně upozornila, a to ve věku 20 let, novelou Hadi a naušnice, za kterou zde také záhy obdržela dvě literární ocenění. Touto první knihou vstoupila i do povědomí českého čtenáře.

## Biografie
Je dcerou univerzitního profesora, Mizuhito Kanehary (金原瑞人, * 29. listopadu 1954), jenž vyučuje na Tokijské univerzitě literaturu a literární psaní. V roce 2007 si vzala svého nakladatele, s nímž má dvě děti.

## Výběr z literárního díla
Její knihy jsou na japonské poměry velice kontroverzní, nadmíru provokativní (tj. otevřené zpovědi, líčení sexuálních fantazií a orgií, drogy, skarifikace, neuspořádaný způsob života, útěk z domova, underground etc.). Její knihy překládá do češtiny japanolog Jan Levora.
1. 蛇にピアス (Hebi ni piasu, česky: Hadi a naušnice), 2003
2. アッシュベイビー (Asshu beibii), 2004
3. アミービック (Amībikku), 2005
4. オートフィクション (Ōtofikushon, česky: Autofikce), 2006
5. ハイドラ (Haidora), 2007
6. 星へ落ちる (Hoshi e ochiru), 2007
7. 憂鬱たち (Yūutsu tachi), 2009
8. トリップトラップ (Torippu torappu), 2009
9. マザーズ (Mazāzu), 2011
10. マリアージュ・マリアージュ (Mariāju mariāju), 2012

## Překlady do češtiny
1. Kanehara, Hitomi. Hadi a naušnice. Praha: Argo. 83 S. 1. vyd. 2006. ISBN 80-7203-790-0. Překlad: Jan Levora.
2. Kanehara, Hitomi. Autofikce. Praha: Argo. 172 S. 1. vyd. 2010. ISBN 978-80-257-0303-8. Překlad: Jan Levora.

## Literární ocenění
- 2003 – Subaru za novelu Hebi ni piasu,
- 2003 – Akugatawa šó za novelu Hebi ni piasu (nejprestižnější japonské ocenění)
- 2010 – Odasaku Nosuke za román Torippu torappu (udělena Literárním institutem v Ósace)

## Zajímavosti
- V roce 2008 zfilmoval její literární prvotinu režisér Jukio Ninagawa (蜷川 幸雄).